# Ron Simmonds
Ronald Alan Simmonds (Winnipeg, 16 oktober 1928 – Vania (Spanje), 24 oktober 2005) was een Canadees jazzmuzikant (zang, trompet, piano), componist, arrangeur, muziekjournalist en radiopresentator voor de RIAS.

## Biografie
De in Canada geboren Ron Simmonds verbleef de meeste tijd van zijn leven in het Verenigd Koninkrijk. Zijn ouders kwamen met hem in 1936 naar Brentwood. In 1940 verhuisde zijn familie naar Coventry. Op 17-jarige leeftijd leerde hij trompet spelen en op 19-jarige leeftijd werd hij lid in het Tommy Simpson Orchestra. Vanaf 1949 werkte hij bij talrijke Britse bigbands, waaronder bij Oscar Rabin, Leon Ray en Vic Lewis. In 1953 ging hij naar Jack Parnells orkest, waarmee hij in de komende tien jaren regelmatig zou werken, zoals ook in diens Associated Television Studio Orchestra. Eind jaren 1950 behoorde Simmonds tot het theaterorkest voor de Londense productie van de West Side Story. Verder trad hij op in Bill Russo's London Jazz Orchestra en met Kenny Bakers Dozen in het London Palladium. In 1960 ging hij naar Ted Heath, waar hij Bobby Pratt verving en in 1962 naar John Dankworth. Tijdens deze periode werkte Simmonds ook vaak in Duitsland, waar hij meewerkte bij de jaarlijkse jazzworkshops van de Norddeutscher Rundfunk.
In 1963 werd hij lid van het orkest van Max Greger en woonde hij in München. In 1965 verhuisde hij naar West-Berlijn en speelde hij vervolgens bij Jerry van Rooyen bij de Sender Freies Berlin, daarna bij Werner Müller in het RIAS Tanzorchester. Bovendien speelde hij met bands, zoals de orkesten van Lionel Hampton, Stan Kenton, Quincy Jones, Henry Mancini, Oliver Nelson,  Herb Geller, Leo Wright, Ack van Rooyen, Åke Persson, Heinz von Hermann, Slide Hampton, Carmell Jones, Joe Harris en Rolf Ericson. In 1966 trad hij op bij de Jazz Workshop in Recklinghausen met o.a. Albert Mangelsdorff en Ted Curson. Van 1971 tot 1980 behoorde hij tot Peter Herbolzheimers Rhythm Combination and Brass en trad hij daarbij ook op met Stan Getz en Gerry Mulligan.
Als specialist voor de werken van George Gershwin werkte hij als trompetsolist mee bij de opvoering van An American in Paris, het Klavierkonzert in F en de Rhapsody in Blue. Tijdens deze periode nam hij o.a. op met Acker Bilk en kreeg hij uiteindelijk de mogelijkheid om zijn wekelijks jazzprogramma te presenteren voor de Amerikaanse RIAS-radiozender in Berlijn. De RIAS zond ook een door hem geschreven kinderverhaal en twee stukken uit. Bovendien was Simmonds auteur van meerdere filmdraaiboeken. Hij was tien jaar lang werkzaam in Keulen en in de studio in Berlijn als redacteur bij de Deutsche Welle voor Noord-Amerika en het Verre Oosten.
Na een tandheelkundige ingreep bleef zijn onderlip verlamd en moest hij zijn carrière als trompettist beëindigen. Simmonds was voortaan werkzaam als concertpianist en werd lid van het radiosymfonieorkest Saarbrücken. In 1995 kreeg hij de opdracht om een Mozart-symfonie te arrangeren voor het NDR Symfonieorkest en de NDR Bigband. Bovendien schreef hij in de loop van zijn carrière arrangementen voor verschillende Duitse radiobigbands, zoals de WDR Big Band Köln, het Orchester Erwin Lehn en de Big Band van de Bundeswehr. In 1993 ging hij met pensioen en woonde hij voor de rest van zijn leven aan de Costa Blanca, waar hij nu en dan optrad met voormalige muzikanten uit de bands van Ted Heath en John Dankworth.

## Overlijden
Ron Simmonds overleed in oktober 2005 op 77-jarige leeftijd in het Spaanse Vania.
- Gemeinsame Normdatei: 1036199584
- MusicBrainz: 37a414e0-f501-4ca7-9a5d-a52f79553fe0
- Virtual International Authority File: 304511826
- WorldCat: E39PBJqFPMg99dFvXfVdFGGGpP